# Canton de Caen-5
Le canton de Caen-5 est une division administrative française située dans le département du Calvados et la région Normandie. À la suite du redécoupage cantonal de 2014, les limites territoriales du canton sont remaniées. Le canton de Caen-5 antérieur à ce redécoupage était également appelé canton d'Hérouville-Saint-Clair (Caen 5) de 1982 à 2015.

## Géographie
Ce canton est organisé au sud de Caen dans l'arrondissement de Caen.

## Histoire

### Les cantons de Caen-Nord puis Caen-Est (1801-1973)
Le 6 brumaire an X (28 octobre 1801), la ville de Caen et ses environs sont divisés en deux cantons. Le canton de Caen-Nord est formé par la partie de la commune de Caen située au nord de la route de Paris à Cherbourg, ainsi que par les communes de Saint-Contest, Épron, Saint-Germain-la-Blanche-Herbe et Hérouville (actuel Hérouville-Saint-Clair). 
L'ordonnance du 30 décembre 1815 crée le canton de Caen-Est. Font partie de ce canton, la partie orientale de la commune de Caen et les communes de Saint-Contest, Épron, Hérouville, Mondeville, Cormelles (actuel Cormelles-le-Royal), Ifs et Allemagne (actuel Fleury-sur-Orne).

### Les différents cantons de Caen-5 (depuis 1973)
Le décret du 2 août 1973 crée le canton de Caen-5 qui est constitué uniquement d'une partie de Caen. Le chef-lieu était Caen.
Le décret du 5 février 1982 crée un nouveau canton Caen-5 nommé canton d'Hérouville-Saint-Clair constitué d'une partie d'Hérouville-Saint-Clair. Le chef-lieu était Hérouville-Saint-Clair.
Un nouveau découpage territorial du Calvados entre en vigueur en mars 2015, défini par le décret du 17 février 2014, en application des lois du 17 mai 2013 (loi organique 2013-402 et loi 2013-403),. Le canton comprend les communes de Louvigny, Fleury-sur-Orne, Saint-André-sur-Orne, Éterville, ainsi que le centre-ville et les quartiers au sud-ouest de la commune de Caen.

## Représentation

### Conseillers généraux de l'ancien canton de Caen-Est (1833 à 1973)
| Période | Période                   | Identité                   | Étiquette           | Qualité |
| ------- | ------------------------- | -------------------------- | ------------------- | --- |
| 1833    | 1839 (décès)              | Pierre Lefebvre-Dufresne   |                     | Ancien militaire, sous-inspecteur de l'Inspection aux revues, maire de Caen (1830-1834), propriétaire du château de Secqueville-la-Campagne                                     |
| 1840    | 1863 (décès)              | Abel Vautier               | Majorité dynastique | Président de la chambre de commerce de Caen, député (1846-1848, 1852-1863) |
| 1863    | 1877                      | Charles Paulmier           | Bonapartiste        | Négociant, président de la chambre de commerce de Caen , conseiller d'arrondissement                                                                                            |
| 1877    | 1895 (décès)              | Alexandre Bourienne        | Républicain         | Médecin, directeur de l'Ecole préparatoire de médecine et de pharmacie de Caen                                                                                                  |
| 1895    | 1903 (décès)              | Victor Knell               | Rad.                | Adjoint au maire de Caen |
| 1904    | 1907                      | Louis Savare (1852-1939)   | Nationaliste        | Négociant à Caen, président de la Société d'habitations à bon marché |
| 1907    | 1919                      | Jules Picard               | Républicain         | Limonadier, conseiller municipal de Caen |
| 1919    | 1931                      | Louis Savare               | URD                 | Négociant à Caen, président de la Société d'habitations à bon marché |
| 1931    | 1937                      | Émile Mougins              | SFIO puis USR       | Représentant de commerce, maire de Colombelles (1919-1944) |
| 1937    | 1941 (démission d'office) | Maurice Fouque (1889-1944) | SFIO                | Contrôleur des PTT, révoqué par le gouvernement de Vichy, résistant, déporté et décédé à Mauthausen                                                                             |
|         |                           |                            |                     | |
| 1943    | 1945                      | Henri Spriet (1891-1975)   |                     | Ingénieur, diplômé de l'École centrale, conseiller municipal de Caen, membre de la Commission administrative départementale (1940-1943), nommé conseiller départemental en 1943 |
|         |                           |                            |                     | |
| 1945    | 1949                      | Fernand Tréhet (1898-1986) | Rad.                | Avocat à la cour d'appel de Caen, ancien conseiller d'arrondissement |
| 1949    | 1955                      | Henri-François Buot        | RPF puis RS         | Médecin à Caen |
| 1955    | 1961                      | Charles Margueritte        | SFIO puis PSU       | Conseiller municipal de Venoix puis de Caen (1947-1959), député (1956-1958) |
| 1961    | 1973                      | Henri-François Buot        | UDR                 | Médecin, député (1958-1973) |

### Conseillers d'arrondissement de Caen Est (de 1833 à 1940)
| Période                                  | Période      | Identité                                       | Étiquette   | Qualité |
| ---------------------------------------- | ------------ | ---------------------------------------------- | ----------- | --- |
| 1833                                     | 1848         | Alexandre-Armand Fourneaux (1802-1868)         |             | Médecin à Caen                                                                                              |
|                                          |              |                                                |             | |
| 1852                                     | 1861         | M. Le Goux                                     |             | Propriétaire rue de Lengannerie à Caen                                                                      |
| 1861                                     | 1863         | Charles Henry Paulmier (1817-1888)             |             | Négociant, marchand de blanc rue Saint-Jean à Caen                                                          |
| 1863                                     |              | Alexandre Charles Eugène Mondehare (1828-1897) |             | Directeur du comptoir d'escompte, propriétaire rue Guilbert, conseiller municipal de Caen                   |
|                                          |              |                                                |             | |
| 1871                                     | 1884         | Gustave Le Vard                                |             | Adjoint au maire de Caen, juge et président de section au tribunal, propriétaire rue des Jacobins           |
| 1884                                     | 1895         | Auguste Lanièce                                |             | Fabricant d'huile, propriétaire rue Singer à Caen                                                           |
| 1895                                     | 1904         | Adolphe Duvivier (1849-1918)                   | Radical     | Médecin, rue Sadi-Carnot à Caen, président du conseil d'arrondissement                                      |
| 1904                                     | 1910         | Louis Dillée (1854-1919)                       |             | Propriétaire rue Guilbert, négociant, adjoint au maire de Caen                                              |
| 1910                                     | 1918 (décès) | Adolphe Duvivier (1849-1918)                   | Radical     | Médecin, rue Sadi-Carnot à Caen, président du conseil d'arrondissement                                      |
| 1918                                     | 1919         | siège vacant                                   |             | |
| 1919                                     | 1925         | Paul Tousey                                    | Républicain | Conseiller municipal de Caen, président de l'Union commerciale                                              |
| 1925                                     | 1934         | Henri Guichard                                 | URD         | Médecin, rue Jean-Romain, à Caen                                                                            |
| 1934                                     | 1940         | Fernand Tréhet (1898-1986)                     | Radical     | Avocat à la cour d'appel de Caen                                                                            |
| 1940                                     |              |                                                |             | Les conseils d'arrondissement ont été suspendus par la loi du 12 octobre 1940 et n'ont jamais été réactivés |
| Les données manquantes sont à compléter. |              |                                                |             | |

### Conseillers généraux de Caen V de 1973 à 1982
| Période | Période | Identité        | Étiquette | Qualité                                       |
| ------- | ------- | --------------- | --------- | --------------------------------------------- |
| 1973    | 1982    | Franck Duncombe | RI        | Médecin, adjoint au maire de Caen (1971-1989) |

### Conseillers généraux de Caen-5 de 1982 à 2015
| Période | Période          | Identité         | Étiquette   | Qualité |
| ------- | ---------------- | ---------------- | ----------- | --- |
| 1982    | 1985             | François Geindre | PS          | Avocat, maire d'Hérouville-Saint-Clair |
| 1985    | 1988 (démission) | Louis Mexandeau  | PS          | Député (1973-2002), conseiller municipal de Caen (1983-2008), ministre (1981-1986), secrétaire d'État (1991-1993), ancien conseiller général du canton de Caen-2 et du canton de Caen-3 |
| 1988    | 1998             | Serge Lézement   | PS puis MDC | Conseiller municipal d'Hérouville-Saint-Clair |
| 1998    | 2004             | Philippe Bernard | DVG puis PS | Expert immobilier à Caen |
| 2004    | 2011             | Emmanuel Renard  | PS          | Consultant, conseiller municipal d'Hérouville-Saint-Clair, suppléant de la députée Laurence Dumont (2007-2012)                                                                          |
| 2011    | 2015             | Thierry Legouix  | PS          | Enseignant |

### Conseillers départementaux à partir de 2015
| Période élective | Période élective | Mandat | Mandat   | Identité            | Nuance | Nuance | Qualité |
| ---------------- | ---------------- | ------ | -------- | ------------------- | ------ | ------ | --- |
| 2015             | 2021             | 2015   | 2021     | Jézabel Sueur       |        | PS     | Auxiliaire de vie scolaire, conseillère municipale (jusqu'en 2020) et ancienne maire adjointe de Fleury-sur-Orne |
| 2015             | 2021             | 2015   | 2021     | Éric Vève           |        | DVG    | Conseiller municipal de Caen jusqu'en 2020, ancien conseiller général du canton de Caen-8                        |
| 2021             | 2028             | 2021   | en cours | Alexandra Beldjoudi |        | EELV   | Gérante d'entreprise                                                                                             |
| 2021             | 2028             | 2021   | en cours | Éric Vève           |        | DVG    | Avocat |

### Résultats détaillés

#### Élections de mars 2015
À l'issue du 1er tour des élections départementales de 2015, deux binômes sont en ballottage : Nicolas Joyau et Sylvie Morin-Mouchenotte (Union de la Droite, 33,86 %) et Jézabel Sueur et Éric Vève (Union de la Gauche, 33,55 %). Le taux de participation est de 51,32 % (8 564 votants sur 16 688 inscrits) contre 51,43 % au niveau départemental et 50,17 % au niveau national.
Au second tour, Jézabel Sueur et Éric Vève (Union de la Gauche) sont élus avec 52,19 % des suffrages exprimés et un taux de participation de 49,73 % (4 010 voix pour 8 299 votants et 16 688 inscrits).
Éric Vève a quitté le Parti socialiste.

#### Élections de juin 2021
Le premier tour des élections départementales de 2021 est marqué par un très faible taux de participation (33,26 % au niveau national). Dans le canton de Caen-5, ce taux de participation est de 34,6 % (5 798 votants sur 16 759 inscrits) contre 34,31 % au niveau départemental. À l'issue de ce premier tour, deux binômes sont en ballottage : Alexandra Beldjoudi et Éric Vève (Union à gauche avec des écologistes, 54,55 %) et Gabin Maugard et Emilie Rochefort (LR, 45,45 %).
Le second tour des élections est marqué une nouvelle fois par une abstention massive équivalente au premier tour. Les taux de participation sont de 34,3 % au niveau national, 34,65 % dans le département et 35,03 % dans le canton de Caen-5. Alexandra Beldjoudi et Éric Vève (Union à gauche avec des écologistes) sont élus avec 55,2 % des suffrages exprimés (3 093 voix pour 5 870 votants et 16 757 inscrits),,.

## Composition

### Composition de 1973 à 1982
Le canton de Caen-5 était composé d'une partie centre-est de Caen.

### Composition de 1982 à 2015

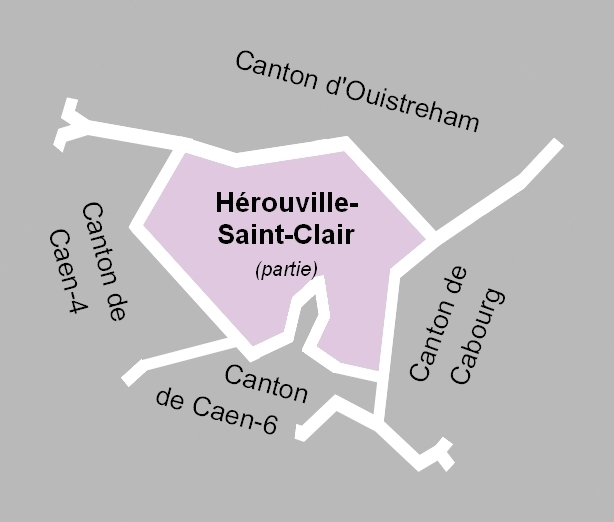
La carte localisant l'ancien canton. Les cantons limitrophes étaient ceux d'Ouistreham, de Cabourg, de Caen-6 et de Caen-4.

Le canton de Caen-5 se composait d’une fraction de la commune d'Hérouville-Saint-Clair et était dénommé selon le décret de 1982 « canton d'Hérouville-Saint-Clair (Caen-V) ». Il comptait 16 828 habitants en 2012 (population municipale).
Le canton comprenait la plus grande partie du territoire d'Hérouville à l'exclusion du quartier des Belles Portes et Savary, des parties sud de Montmorency et de la zone portuaire, parties incluses dans le canton de Caen-6. Il était précisément ainsi délimité : « portion de territoire de la ville d'Hérouville-Saint-Clair déterminée, à l'ouest, par la limite avec les communes d'Épron et de Caen ; au sud, par l'axe des voies suivantes ; boulevard du Grand-Parc, boulevard des Belles-Portes, avenue de la Grande-Cavée (jusqu'à l'échangeur des portes de la mer), chemin départemental 515 de Caen à Ouistreham, avenue du Connétable, rue de l'Abbé-Lucas, boulevard de la Paix, rue de l'Embûche (et son prolongement par une ligne droite jusqu'à la limite de la commune d'Hérouville-Saint-Clair). »
À la suite du redécoupage des cantons pour 2015, l'ensemble de la commune d'Hérouville-Saint-Clair est intégrée dans le canton d'Hérouville-Saint-Clair auquel est adjointe la commune de Colombelles.

### Composition après 2015
Le canton de Caen-5 comprend quatre communes entières et une fraction de la commune de Caen.
| Nom                          | Code Insee | Intercommunalité | Superficie (km2) | Population (dernière pop. légale)                 | Densité (hab./km2) | Modifier                                    |
| ---------------------------- | ---------- | ---------------- | ---------------- | ------------------------------------------------- | ------------------ | ------------------------------------------- |
| Caen (bureau centralisateur) | 14118      | CU Caen la Mer   | 25,70            | Fraction : 16 716 (2022) Commune : 108 398 (2022) | 4 218              | modifier les données · modifier les données |
| Éterville                    | 14254      | CU Caen la Mer   | 4,87             | 1 567 (2022)                                      | 322                | modifier les données · modifier les données |
| Fleury-sur-Orne              | 14271      | CU Caen la Mer   | 6,75             | 5 622 (2022)                                      | 833                | modifier les données · modifier les données |
| Louvigny                     | 14383      | CU Caen la Mer   | 5,64             | 2 627 (2022)                                      | 466                | modifier les données · modifier les données |
| Saint-André-sur-Orne         | 14556      | CU Caen la Mer   | 3,68             | 1 727 (2022)                                      | 469                | modifier les données · modifier les données |
| Canton de Caen-5             | 1409       |                  |                  | 28 259 (2022)                                     |                    | modifier les données                        |

La partie de la commune de Caen intégrée dans le canton est celle située au sud d'une ligne définie par l'axe des voies et limites suivantes : depuis la limite territoriale de la commune de Louvigny, rue de Québec, boulevard Yves-Guillou, rue Caponière, rue Guillaume-le-Conquérant, place Saint-Sauveur, voie du Palais-de-Justice, rue Saint-Manvieu, place Saint-Martin, Fossés Saint-Julien, rue de Geôle, rue des Terrasses, rue des Fossés-du-Château, avenue de la Libération, boulevard des Alliés, rue des Prairies Saint-Gilles, place Courtonne, quai Vendeuvre, rond-point de l'Orne, quai de Juillet, pont Churchill, rue de la Gare, rue d'Auge à partir du numéro 82, rue de Falaise, rue de l'Église-de-Vaucelles, rue de Branville, avenue d'Harcourt jusqu'à la limite territoriale de la commune de Fleury-sur-Orne. Le bureau centralisateur de ce canton est le bureau centralisateur de la commune de Caen.

## Démographie

### Démographie avant 2015
| 1975 | 1982 | 1990   | 1999   | 2006   | 2011   | 2012   |
| ---- | ---- | ------ | ------ | ------ | ------ | ------ |
| -    | -    | 18 632 | 18 607 | 18 042 | 16 722 | 16 828 |

### Démographie depuis 2015
En 2022, le canton comptait 28 259 habitants, en évolution de +2,9 % par rapport à 2016 (Calvados : +1,58 %, France hors Mayotte : +2,11 %).
| 2013   | 2018   | 2022   |
| ------ | ------ | ------ |
| 27 455 | 27 374 | 28 259 |